# Fashion TV
Fashion TV – kanał telewizyjny poświęcony modzie.
Powstał w 1997 roku i jest własnością francuskiego biznesmena polskiego pochodzenia, Michela Adama Lisowskiego. Przez całą dobę prezentuje kilkuminutowe klipy z pokazów mody (często ujęcia z różnych pokazów łączy się w jeden, tematyczny klip). Oprócz telewizji, pod charakterystycznym znakiem diamentu działa także rozbudowany serwis internetowy i sieć barów.
W Polsce kanał dostępny jest na wszystkich platformach cyfrowych, w wielu sieciach kablowych, a także w niekodowanym przekazie satelitarnym.